# Attiya Mahmood
Attiya Mahmood (* 1954) ist eine pakistanische Diplomatin.

## Werdegang
Mahmood trat dem pakistanischen Auswärtigem Dienst 1979  bei. Für ihn war sie in verschiedenen Funktionen von 1984 bis 1987 in Toronto, von 1991 bis 1995 in Ankara und von 2000 bis 2003 in London. Im Außenministerium selbst war sie von Section Officer (1980–1984), Direktor (1988–1991 und 1997–2000) und Generaldirektor (2007–2008). Von 2008 bis 2010 war sie hier Additional Secretary und von Mai 2013 bis Februar 2014 Special Secretary.
Von 2003 bis 2007 war Mahmood pakistanische Botschafterin in Marokko und von 2010 bis 2013 Botschafterin in Jordanien. Von 2014 bis 2015 diente sie als pakistanische Botschafterin in Jakarta, mit Akkreditierung für Indonesien, Osttimor und den ASEAN.

## Sonstiges
Mahmood hat einen Master-Titel in Journalismus. Sie ist verheiratet.